# Gabriela Andersenová-Schiessová
Gabriela Andersenová-Schiessová (* 20. května 1945, Curych) je bývalá švýcarská běžkyně na dlouhých tratích, která se zúčastnila prvního ženského maratónu na Letních olympijských hrách v roce 1984 v Los Angeles. Kromě běhání byla také lyžařskou instruktorkou ve Spojených státech amerických.

## Kariéra
Její krátká běžecká kariéra začala v 70. letech 20. století, kdy se začala prosazovat i na trochu významnějších závodech, v roce 1973 překonala švýcarský národní rekord. Nejvýznamnější výsledky se začaly rodit v 80. letech 20. století. V roce 1983 vyhrála Kalifornský mezinárodní maraton časem 2:33:25. Dalším úspěchem bylo vítězství na Twin cities maratonu v čase 2:36:22. V roce 1984 se účastnila prvního ženského olympijského maratonu v Los Angeles 1984. Kvůli zdravotním komplikacím (kolena) musela atletickou kariéru předčasně ukončit.

## Olympijské hry 1984
Účastnila se prvního ženského olympijského maratónu v Los Angeles, kde nebyla hlavní favoritkou, ale její osobní rekord ze závodů California International Marathon v Kalifornii nepatřil k nejhorším. Den konání závodu 5. srpna 1984 bylo na maraton poměrně teplo (25 °C), v místě konaní se vlhkost pohybovala v rozmezí 70 % a 95 %. Závod se pro ni nevyvíjel špatně, na 35. kilometru byla ještě kolem 20. místa. Při vyhlížení osvěžovací sprchy však promeškala poslední občerstvovací stanici a tak musela i poslední dva kilometry běžet bez doplnění tekutin. Když vbíhala do tunelu vedoucího na stadion Coliseum, udělalo se jí lépe. Po opuštění tunelu ji čekalo ještě 500 metrů do cíle a v tu chvíli ji docházely síly. Překlopýtávala z první dráhy do šesté, byla nakloněná na bok. Jakmile se u ní objevili lékaři, dala najevo, že chce doběhnout do cíle. Nakonec po sedmi minutách na atletickém ovále doběhla do cíle na 37. místě. V cíli měla její pokožka teplotu 41 °C, byla dehydrovaná, naprosto vyčerpaná a utrpěla glykemický šok. Po třech hodinách v nemocnici však byla naprosto v pořádku a další den si šla dokonce zaběhat. Její výkon se stal skvělým příkladem olympijské myšlenky. Dokončila prý jen proto, že ve svých 39 letech to byla asi poslední příležitost dokončit olympijský maraton.